# Serra de la Valldan
La serra de la Valldan o Roca de la Valldan és una serra del municipi d'Odèn (Solsonès), que té com a elevació màxima el cim del Roc del Migdia de 1.152,9 metres.